# فرانك بيلي (خبير مالي)
فرانك بيلي (بالإنجليزية: Frank Bailey)‏ هو خبير مالي أمريكي، ولد في 5 يناير 1865، وتوفي في 26 أغسطس 1953.